# Ämten (Åseda socken, Småland)
Ämten är en sjö i Uppvidinge kommun i Småland och ingår i Emåns huvudavrinningsområde. Sjön är 10,7 meter djup, har en yta på 0,0851 kvadratkilometer och befinner sig 240,1 meter över havet.

## Delavrinningsområde
Ämten ingår i det delavrinningsområde (634652-147404) som SMHI kallar för Mynnar i Gårdvedaån. Medelhöjden är 238 meter över havet och ytan är 13,3 kvadratkilometer. Det finns inga avrinningsområden uppströms utan avrinningsområdet är högsta punkten. Vattendraget som avvattnar avrinningsområdet har biflödesordning 3, vilket innebär att vattnet flödar genom totalt 3 vattendrag innan det når havet efter 143 kilometer. Avrinningsområdet består mestadels av skog (73 %) och jordbruk (13 %). Avrinningsområdet har 0,49 kvadratkilometer vattenytor vilket ger det en sjöprocent på 3,7 %.